# 벙어리 삼룡이 (1983년 드라마)
《벙어리 삼룡이》는 1983년 8월 13일에 방영된 TV문학관이다.

## 출연
- 김영철
- 강태기
- 선우은숙
- 양영준
- 서우림
- 권미혜
- 권기선
- 봉혜선
- 곽정희
- 박용식
- 이원종
- 유순철
- 오기환
- 김창봉
- 박상만
- 신원균
- 전광렬
- 정재순
- 이난희
- 김소유
- 김효진
- 최용팔
- 심동훈
- 최용호
- 이만주